# クリスマスボウル
クリスマスボウルは、全国高校アメリカンフットボール選手権大会の決勝戦の名称である。

## 概要
関西大会の優勝校と関東大会の優勝校が対戦する。関西大会と関東大会はともに各地区を勝ち抜いた10校によるトーナメント戦で争われる。
第1回大会は1970年に開催され、1980年の第11回大会から東西大会の優勝校が対戦する形式となり、1989年の第20回大会から現在の名称がついた。かつてはクリスマス（12月25日）当日に開催されていたが、近年では多少前後する日程で開催され、隔年で偶数年は関西、奇数年は関東で交互に行われている。近年のテレビ中継はCS放送で行われる程度だが、以前は日本テレビ系や毎日放送などの地上波にて中継されていたこともある。
1970年代から80年代にかけては、関西学院高等部が優勝回数等で他校を圧倒して関西勢の黄金期を築いた（関西学院高等部は過去最多出場・最多優勝校）。1990年代中盤以降も、大阪産業大学附属高等学校、関西学院高等部、関西大倉高校などの関西勢が優勢だが、2005年には神奈川の慶應義塾高等学校が22年ぶりの優勝を飾って、関東勢が9年ぶりに覇権を奪回したのに続き、翌2006年も日大三高が逆転優勝を遂げ、巻き返しが顕著である。2007年 - 2008年は2年続けて大阪産業大学附属高等学校と早稲田大学高等学院の対戦となり、大阪産業大学附属高等学校が2連覇を達成した。2009年は日大三高と立命館宇治の対戦で日大三高が優勝した。そして、2010年は共にシーズンを通して全勝同士（練習試合も含め）の早稲田大学高等学院と関西学院高等部の対戦で、早稲田大学高等学院が優勝した。ここ数年をみると関東勢も関西勢も実力はほぼ互角になりつつあるのがわかる。
2011年は大阪産業大学附属高等学校と早稲田大学高等学院の対戦で、熱戦の結果、10-10で同点、両校優勝となった。2012年は一昨年の再現となる早稲田大学高等学院と関西学院高等部の対戦となり、早稲田大学高等学院が優勝、関東の高校としては初の３連覇を達成。2013年は早稲田大学高等学院と立命館宇治の対戦。17-12で早稲田大学高等学院が優勝し、4連覇を飾った。2014年は関西学院高等部が早稲田大学高等学院の5連覇を阻止し10年振り17度目、関西勢単独としては6年ぶりの優勝を果たした。2015年は関西学院高等部が早稲田大学高等学院のリベンジを退けて、2年連続18度目の優勝を果たした。
2016年は関東勢の佼成学園が初優勝を果たすと、2018年まで3連覇を達成した。なかでも立命館宇治と対戦した2018年の試合は第4クォーターに19点のビハインドをひっくり返し39-33で勝利するという逆転劇であった。
2019年、佼成学園は史上4校目となる4連覇をかけ再び立命館宇治と対戦したが7-18で敗れ達成とはならなかった。一方で勝った立命館宇治は4度目の挑戦にして悲願のクリスマスボウル初優勝を成し遂げた。

## 地区ごとの出場校数
関東大会、関西大会と銘打っているものの、実質は東日本大会と西日本大会である。

### 関東大会
- 東京地区 4校
- 神奈川地区 3校
- SIC（埼玉・茨城・千葉）地区 2校
- 静岡地区 1校

### 関西大会
- 大阪地区 3.5校
- 兵庫地区 2校
- 京都地区 1.5校
- 滋賀地区 1校
- 東海地区 1校
- 広島地区 1校

東海地区は実質愛知県の高校のみで構成される。
京都2位と大阪4位がプレーオフを行う。

## 過去の結果
| 回 | 開催年 | 試合会場             | 優勝校                    | 準優勝校     |
| -- | ------ | -------------------- | ------------------------- | ------------ |
| 1  | 1970年 | 駒沢第二球技場       | 関西学院                  | 日大櫻丘     |
| 2  | 1971年 | 駒沢第二球技場       | 関西学院                  | 日大櫻丘     |
| 3  | 1972年 | 駒沢第二球技場       | 関西学院                  | 日大櫻丘     |
| 4  | 1973年 | 阪急西宮球技場       | 関西学院                  | 日大櫻丘     |
| 5  | 1974年 | 阪急西宮球技場       | 関西学院                  | 法政二       |
| 6  | 1975年 | 阪急西宮球技場       | 関大一                    | 東海大付     |
| 7  | 1976年 | 駒沢第二球技場       | 関西学院                  | 早大高等学院 |
| 8  | 1977年 | 神戸中央球技場       | 駒場学園                  | 関西学院     |
| 9  | 1978年 | 駒沢第二球技場       | 慶應義塾                  | 関西学院     |
| 10 | 1979年 | 阪急西宮球技場       | 関西学院                  | 関西大倉     |
| 11 | 1980年 | 駒沢第二球技場       | 関西学院                  | 駒場学園     |
| 12 | 1981年 | 阪急西宮球技場       | 駒場学園                  | 関西学院     |
| 13 | 1982年 | 横浜スタジアム       | 関西学院                  | 慶應義塾     |
| 14 | 1983年 | 阪急西宮球技場       | 関西学院 慶應義塾         | （両校優勝） |
| 15 | 1984年 | 駒沢第二球技場       | 関西学院                  | 日大三       |
| 16 | 1985年 | ユニバー記念競技場   | 関西学院                  | 日大櫻丘     |
| 17 | 1986年 | 駒沢第二球技場       | 早大高等学院              | 関西学院     |
| 18 | 1987年 | 長居球技場           | 日大鶴ヶ丘                | 大阪産業大附 |
| 19 | 1988年 | 横浜スタジアム       | 法政二                    | 関西大倉     |
| 20 | 1989年 | 東京ドーム           | 法政二                    | 関大一       |
| 21 | 1990年 | 長居球技場           | 日大鶴ヶ丘                | 大阪産業大附 |
| 22 | 1991年 | 東京ドーム           | 箕面自由学園              | 早大高等学院 |
| 23 | 1992年 | 長居球技場           | 法政二                    | 関西大倉     |
| 24 | 1993年 | 東京ドーム           | 関西学院                  | 中大附       |
| 25 | 1994年 | 長居球技場           | 大阪産業大附              | 中大附       |
| 26 | 1995年 | 東京ドーム           | 関西学院                  | 法政二       |
| 27 | 1996年 | 長居球技場           | 日大三                    | 関西大倉     |
| 28 | 1997年 | 川崎球場             | 関大一                    | 日大三       |
| 29 | 1998年 | 長居球技場           | 関大一                    | 中大附       |
| 30 | 1999年 | 川崎球場             | 大阪産業大附              | 駒場学園     |
| 31 | 2000年 | 長居球技場           | 大阪産業大附              | 法政二       |
| 32 | 2001年 | 味の素スタジアム     | 大阪産業大附              | 中大附       |
| 33 | 2002年 | 長居球技場           | 大阪産業大附              | 日大三       |
| 34 | 2003年 | 味の素スタジアム     | 関西学院                  | 日大三       |
| 35 | 2004年 | 王子スタジアム       | 関西学院                  | 日大三       |
| 36 | 2005年 | 味の素スタジアム     | 慶應義塾                  | 大阪産業大附 |
| 37 | 2006年 | 王子スタジアム       | 日大三                    | 関西大倉     |
| 38 | 2007年 | 味の素スタジアム     | 大阪産業大附              | 早大高等学院 |
| 39 | 2008年 | 王子スタジアム       | 大阪産業大附              | 早大高等学院 |
| 40 | 2009年 | 味の素スタジアム     | 日大三                    | 立命館宇治   |
| 41 | 2010年 | 王子スタジアム       | 早大高等学院              | 関西学院     |
| 42 | 2011年 | 横浜スタジアム       | 早大高等学院 大阪産業大附 | （両校優勝） |
| 43 | 2012年 | 王子スタジアム       | 早大高等学院              | 関西学院     |
| 44 | 2013年 | 味の素スタジアム     | 早大高等学院              | 立命館宇治   |
| 45 | 2014年 | キンチョウスタジアム | 関西学院                  | 早大高等学院 |
| 46 | 2015年 | 横浜スタジアム       | 関西学院                  | 早大高等学院 |
| 47 | 2016年 | キンチョウスタジアム | 佼成学園                  | 関西学院     |
| 48 | 2017年 | 富士通スタジアム     | 佼成学園                  | 関大一       |
| 49 | 2018年 | 長居第2陸上競技場    | 佼成学園                  | 立命館宇治   |
| 50 | 2019年 | 横浜スタジアム       | 立命館宇治                | 佼成学園     |
| 51 | 2020年 | 王子スタジアム       | 佼成学園                  | 関西学院     |
| 52 | 2021年 | 横浜スタジアム       | 立命館宇治                | 佼成学園     |
| 53 | 2022年 | 王子スタジアム       | 佼成学園                  | 大阪産業大附 |
| 54 | 2023年 | 横浜スタジアム       | 立命館宇治                | 佼成学園     |
| 55 | 2024年 | 万博記念競技場       | 追手門学院                | 佼成学園     |

## 出場校毎の戦績
単独優勝回数順、括弧内の数字は両校優勝の回数、成績の同じものは出場の古い順、校名は全て現在のものに統一。
| 学校名       | 出場回数 | 優勝回数 | 準優勝数 |
| ------------ | -------- | -------- | -------- |
| 関西学院     | 26       | 17(1)    | 8        |
| 大阪産業大附 | 12       | 7(1)     | 4        |
| 佼成学園     | 9        | 5        | 4        |
| 早大高等学院 | 11       | 4(1)     | 6        |
| 日大三       | 8        | 3        | 5        |
| 法政二       | 6        | 3        | 3        |
| 立命館宇治   | 6        | 3        | 3        |
| 関大一       | 5        | 3        | 2        |
| 慶應義塾     | 4        | 2(1)     | 1        |
| 駒場学園     | 4        | 2        | 2        |
| 日大鶴ヶ丘   | 2        | 2        | 0        |
| 箕面自由学園 | 1        | 1        | 0        |
| 追手門学院   | 1        | 1        | 0        |
| 日大櫻丘     | 5        | 0        | 5        |
| 関西大倉     | 5        | 0        | 5        |
| 中大附       | 4        | 0        | 4        |
| 東海大浦安   | 1        | 0        | 1        |